# Rheinfähre Rettbergsaue

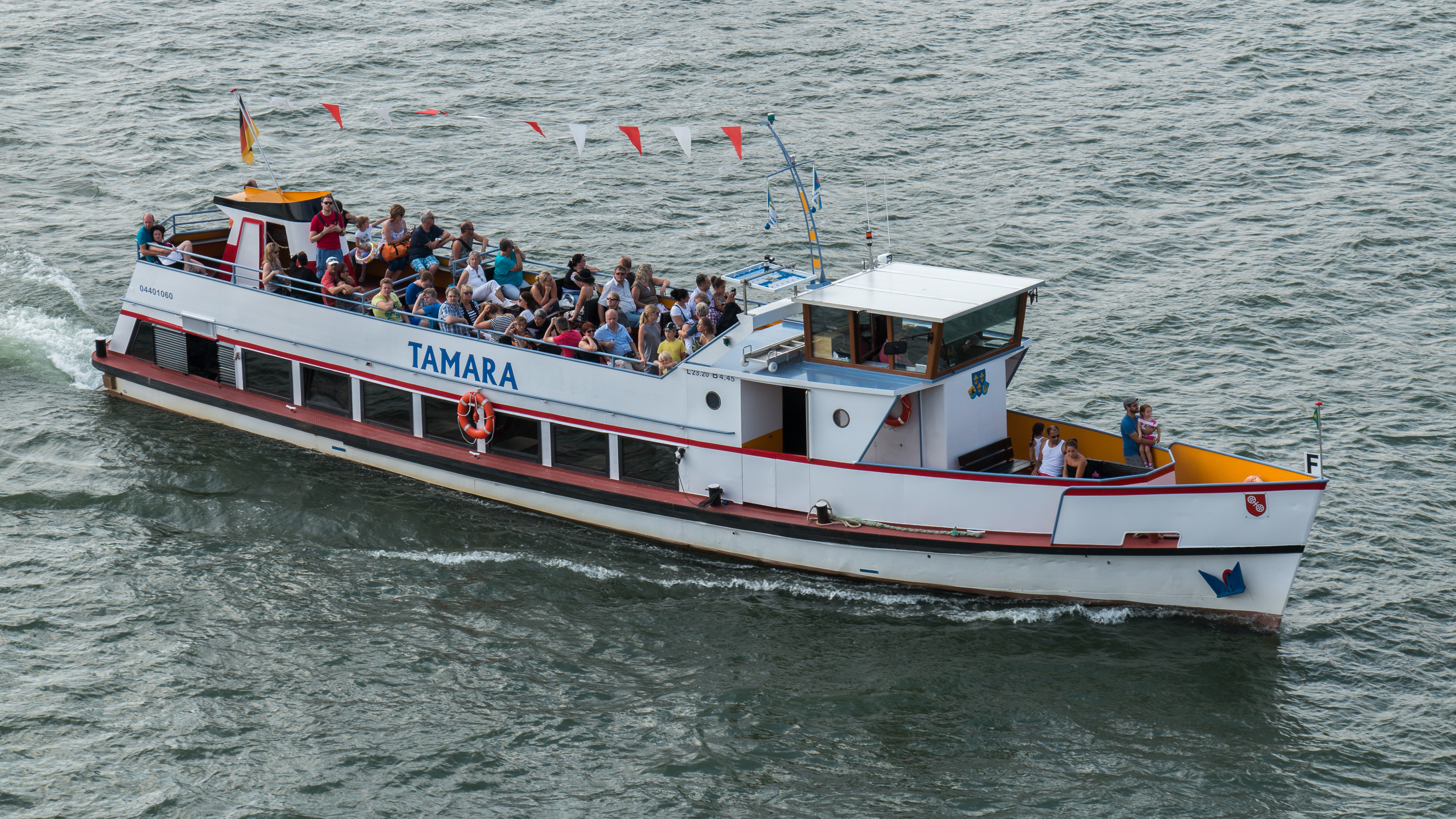
Personenfähre Tamara im Jahr 2015

Die Rheinfähre Rettbergsaue ist eine saisonal betriebene, freifahrende Fährlinie in Wiesbaden. Sie verkehrt in den Sommermonaten auf dem Rhein zwischen Wiesbaden-Biebrich, Wiesbaden-Schierstein und der Wiesbadener Rheininsel Rettbergsaue. Daneben gab es eine Wirtschaftsfähre zur Insel.

## Geschichte
Zu Beginn des 20. Jahrhunderts wurde die Rheininsel bei der Wiesbadener und Schiersteiner Bevölkerung ein beliebtes Ausflugsziel insbesondere für Badegäste. Aufgrund der hohen Nachfrage wurde 1914 das „Strandbad Schierstein“ und 1921 das „Strandbad Biebrich“ eröffnet. Spätestens mit der Einrichtung des letzteren Strandbades im Jahr 1921 ist auch eine Fährverbindung mit einem Motorschiff nachweisbar. Zudem verkehrten zwischen dem Schiersteiner Hafen und der Rettbergsaue zeitweise vier Motorboote und zahlreiche Nachen, um die bis zu 7000 Badegäste an Wochenendtagen überzusetzen.
Nach dem Zweiten Weltkrieg wurde der Badebetrieb 1951 wieder aufgenommen – und damit auch der Fährbetrieb, über den keine weitere Einzelheiten aus dieser Zeit vorliegen. Schon 1962 musste der Badebetrieb aus hygienischen und gesundheitlichen Gründen wieder eingestellt werden, da die schlechte Wasserqualität im Rhein den Badebetrieb nicht weiter zuließ. Auf der Rettbergsaue blieben ein Licht- und Sonnenbad sowie ein Campingplatz, die weiterhin von der Fähre bedient wurden. Als 1962 die Schiersteiner Brücke mit kombiniertem Rad- und Fußweg eröffnet wurde, war die Rettbergsaue erstmals auch ohne Fähre zu erreichen. Die Fährverbindung wurde weiterhin beibehalten.
Seit 1999 verkehrt die heute noch eingesetzte Fähre Tamara auf der Verbindung zwischen Schierstein, der Insel und Biebrich. Nachdem 2015 die Schiersteiner Brücke gesperrt werden musste, war die Fährverbindung mit der Tamara bis zur Eröffnung der neuen Brücke 2023 die einzige Möglichkeit, die Insel zu erreichen.

## FährschiffTamara
Das eingesetzte Fährschiff Tamara wurde 1934 auf der Schiffswerft Christof Ruthof in Mainz-Kastel unter der Baunummer 1074 gebaut und 1935 von Benedikt Franz als Johanna in Mainz-Kostheim registriert. Die Personenfähre hat heute eine Länge von 23,20 Metern, eine Breite von 4,45 Metern und einen Tiefgang von 1,30 Metern. Als Antrieb dienen zwei Motoren des Herstellers Same, die jeweils 100 PS leisten. Das Boot mit dem Rufzeichen DC3932 kann bis zu 85 Fahrgäste befördern. In Wiesbaden ist es unter der ENI-Nummer 04401060 registriert.
Ursprünglich hatte das Schiff eine Länge von 18,80 Metern, eine Breite von 4,18 Metern, einen Tiefgang von 1,00 Meter und war mit einem 60 PS-Motor von MAN ausgerüstet. Damals durfte sie noch 140 Fahrgäste befördern. 1977 wurde das Schiff auf die „Mainz-Wiesbadener Personenschiffahrt“ registriert, die 1975 über fünf und im Jahr 2000 über zwei Schiffe verfügte. Dabei erhielt sie ihren heutigen Namen und wurde 1980 auf der Schiffswerft Schmidt in Oberkassel verlängert und neu motorisiert. Bis 1999 wurde sie für Rund- und Ausflugsfahrten eingesetzt, seitdem dient sie als Fährschiff zur Rettbergsaue. Darüber hinaus kann das Schiff nach dem Fährbetrieb abends auch gechartert werden.

## Fährbetrieb
Betreiber der Fähre ist die „Wiesbadener Personenschifffahrt“, deren einziges Schiff die Tamara ist. Der Fährbetrieb findet saisonal von Ende April bis etwa Mitte September statt und wird täglich nach einem festen Fahrplan von 9.00 Uhr bis 19.00 Uhr, in den Sommerferien bis 20.00 Uhr, durchgeführt.
Auf der Wiesbadener Seite des Rheins beginnen die Fährtouren im Schiersteiner Hafen, führen über die beiden Anlegestellen „Freizeitgelände Rettbergsaue-Schierstein“ und „Freizeitgelände Rettbergsaue-Biebrich“ und enden am Anleger am Biebricher Rheinufer. Diese Strecke wird in ca. 25 Minuten zurückgelegt.

## Wirtschaftsfähre
Neben der Personenfähre verkehrte von 1985 bis 2013 auch eine nicht-öffentliche Wirtschaftsfähre zwischen dem Hafen Schierstein und dem Campingplatz auf der Rettbergsaue. Die ehemalige Jakob Schnaas diente als Versorgungsfähre zur Beförderung von Wohnwagen, Rettungsfahrzeugen, aber auch die Müllabfuhr. Nachdem sie im April 2013 von einem Frachtschiff gerammt worden war, wurde der Fährbetrieb eingestellt.
Zum Einsatz kam die frühere Jakob Schnaas, die 1927 auf Schiffswerft Philipp Ebert und Söhne in Neckarsteinach als motorloser Fährprahm gebaut wurde und bis 1955 – von einem Motorboot geschleppt – als Fähre zwischen Lorch und Niederheimbach diente. 1954 wurde auf der Binger Schiffswerft verlängert, 1955 bei Schottel in Spay verbreitert, motorisiert und mit einem Steuerhaus ausgestattet. Anschließend verkehrte sie als Jakob Schnaas bis 1967, war bis 1985 Reservefahrzeug und 1985 nach Wiesbaden als Fähre zur Rettbergsaue verkauft.